# هياسينثويدس سيدريتوروم
هياسينثويدس سيدريتوروم هو نوع من بلوبيل ينمو في شمال أفريقيا.

## الوصف
يختلف هياسينثويدس سيدريتوروم عن الأنواع الأخرى من هياسينثويدس في الشكل المتمرد القوي (المنحني للخلف) من تيبالز، مع ربط الأسدية بالتيبال فقط في قواعدها؛ اما الأنواع الأخرى، يتم دمج الأسدية مع التيبال على طول معظمها، وتشكل التيبال شكلا يشبه الجرس. عادة ما تكون الأنثرات وحبوب اللقاح زرقاء بنفسجية، لكن السكان من جبال الأطلس الكبير لديهم حبوب لقاح صفراء كريمية.

## التوزيع والبيئة
تم العثور على هياسينثويدس سيدريتوروم في المناطق الجبلية من المغرب والجزائر، من جبال الريف إلى جبال مقاطعة جيجل، بما في ذلك جبال الأطلس الكبير والأطلس الصغير. ينمو على ارتفاعات حوالي 1,400–1,700 متر (4,600–5,600 قدم)، بشكل عام تحت أشجارسيدروس (الأرز) أو أبيس (التنوب). في الأطلس الكبير، ينمو على حواف الجرف المكشوفة.

## التصنيف وعلم الكاريولوجيا
الوصف الأول ل H. سيدريتوروم كصنف منفصل تم إجراؤه بواسطة أوغست بوميل في عام 1874م، عندما وصف «إنديميون سيدريتوروم» في عمله Nouveaux matériaux pour la flore atlantique، استنادا إلى النباتات التي تنمو على جبل إندات في الجزائر. تم وصف نفس النوع لاحقا بواسطة جول آييم Batt باتاندير مثل «انديميون باتولوس سوبسب. الجزائريين»، وبواسطة ألفريد تشارلز شابرت مثل «إنديميون كابيليكوس». تم التعامل مع كل من اسم بوميل واسم باتاندير على أنهما تصنيفات غير محددة (نوع فرعي أو تنوع) داخل الأنواع صفير هيسبانيكا، ولكن يُنظر إليه الآن على أنه نوع منفصل، ووضعه في جنس هياسينثويدس في عام 2009م.
هياسينثويدس سيدريتوروم هو النوع الوحيد رباعي الصبغيات في الجنس؛ من غير الواضح ما إذا كان قد نشأ عن طريق الصبغ الذاتي أو احتكار الصيغة الصبغية.

## روابط خارجية
- "Type of Endymion cedretorum Pomel". جايستور Plant Science. مؤرشف من الأصل في 2022-05-10.